# Jarmila Gajdošová
Jarmila Gajdošová (født 26. april 1987 i Bratislava, Tjekkoslovakiet) er en kvindelig professionel tennisspiller fra Australien. 

Jarmila Gajdošová højeste rangering på WTA single rangliste var som nummer 25, hvilket hun opnåede 16. maj 2011. I double er den bedste placering nummer 41, hvilket blev opnået 17. oktober 2011.

Jarmila Gajdošová flyttede til Australien i 2008 og blev i februar 2009 gift med den australske mandlige tennisspiller Samuel Groth, hvorefter hun ændrede navn til Jarmila Groth. I april 2011 var ægteskabet ovre og Jarmila tog igen Gajdošová som efternavn. 